# Lethades laricis
Lethades laricis là một loài tò vò trong họ Ichneumonidae.